# Keith U. Ingold
Keith Usherwood Ingold (* 31. Mai 1929 in Leeds; † 8. September 2023) war ein britisch-kanadischer Chemiker. Er war bekannt für Forschungen zur Chemie freier Radikale.

## Leben
Keith Usherwood Ingold war der Sohn des britischen Chemikers Christopher K. Ingold und der Chemikerin Hilda Usherwood. Er studierte an der Universität London mit Bachelorabschluss in Chemie 1949 und an der Universität Oxford, an der er 1951 bei Cyril Hinshelwood promoviert wurde. Danach ging er nach Kanada, wo er für den National Research Council (NRC) arbeitete und als Post-Doktorand an der University of British Columbia war. Danach arbeitete er wieder für den NRC, wo er die Abteilung für Chemie freier Radikale leitete. Er war Distinguished Scientist am Steacie Institute of Molecular Science.
Er befasste sich später mit Antioxidantien wie Vitamin E, die freie Radikale einfangen, ihre Rolle beim Altern und bei Krebs. Seine Forschungen fanden auch Anwendungen in der Erdölindustrie.
Er veröffentlichte über 550 wissenschaftliche Arbeiten.
Keith Usherwood Ingold starb am 8. September 2023 im Alter von 94 Jahren.

## Ehrungen und Mitgliedschaften
- 1968 Petroleum Chemistry Award
- 1985 Henry Marshall Tory Medal
- 1988 Linus Pauling Award
- 1990 Davy-Medaille
- 1993 James Flack Norris Award
- 1998 Gerhard Herzberg Canada Gold Medal for Science and Engineering
- 2000 Royal Medal
- Centennial Medal
- Chemical Institute of Canada Medal

Er war Offizier des Order of Canada (1995), Fellow der Royal Society, der Royal Society of Canada und der Royal Society of Edinburgh.
Ingold war neunfacher Ehrendoktor (Guelph, Mount Allison, St. Andrews, Carleton, McMaster, Dalhousie).

## Schriften
- mit B. P. Roberts Free-radical substitution reactions, Wiley-Interscience 1971